# Синеголовник (список таксонов)

Синеголо́вник или сокращённо синеголо́в (от рус. синяя голова, синяя головка) — научное название рода колючих растений из семейства зонтичные (лат. Apiaceae) с «синими» или голубыми головками цветов, а также обиходное народное и местное диалектное название для многих других растений, прежде всего, для тех, которые имеют синие цветки, скученные в головку.
Обиходный фитоним синеголовник полноправно входит в широкий список общеизвестных и распространённых таксонов, имеющих в народном сознании вид волчцов или чертополохов (как родов, так и отдельных видов растений), — колючих сорных растений, имена которых в большой степени взаимозаменяемы. Среди их числа, прежде других, можно перечислить (по алфавиту): Agrimonia, Arctium, Carduus, Carlina, Cirsium, Sonchus, Echinops, Eryngium, Inula, Phlomis, Onopordon, Xanthium.:62:т.IV:1037-1038 При этом популярность и, соответственно, распределение народных имён неравномерно. К примеру, из перечисленных выше девяти русских обиходных фитонимов к родам Carduus и Cirsium применяются все девять, а к роду Arctium — шесть.:92-94 Под большинством из этих названий нетрудно встретить упоминания, в том числе, и синеголовника в обиходном русском языке, под которым может иметься в виду растение, не принадлежащее к ботаническому роду Синеголовник.
При этом некоторые народные и диалектные названия имеют явно парадоксальный вид, когда растение, называемое синеголовником, странным образом не подходят под данное им языковое определение или по цвету, или по наличию (отсутствию) головок.

## Основные таксоны
- Синеголовник или Эрингиум (лат. Eryngium)[5] — научное название рода многолетних травянистых растений из семейства Зонтичные (лат. Apiaceae) и, одновременно, народное название колючих растений с синими или голубыми цветами из этого же рода,[6]:43 чаще всего, синеголовника плосколистного (лат. Eryngium planum).[1]
- Синеголовник или мордвин (лат. Echinops sphaerocephalus)[1] — одно из народных названий мордовника шароголового, многолетнего травянистого растения из семейства Астровые (лат. Asteraceae) с крупными синеватыми или голубыми головками соцветий.
- Синеголовник, синеголов[7] или медвежьи головки (лат. Centaurea jacea)[1] — одно из народных названий василька лугового, многолетнего травянистого сорного растения из семейства Астровые или Сложноцветные (лат. Compositae) с сиреневыми или фиолетовыми (иногда до синеватых) шишковидными головками «цветков» (соцветий).
- Синеголовник или молочник (лат. Sonchus oleraceus)[8] — одно из народных названий осота огородного, однолетнего травянистого растения из семейства Астровые (лат. Asteraceae) с жёлтыми цветами и белыми или голубоватыми плотными головками семян.
- Синеголовник или дикий василёк[9] (лат. Clinopodium vulgare)[1] — одно из народных названий пахучки обыкновенной, многолетнего травянистого растения из семейства Яснотковые или Губоцветные (лат. Lamiaceae) с небольшими сиренево-фиолетовыми головками соцветий.
- Синеголовник, синеголов или котовник синий (лат. Nepeta sibirica или лат. Nepeta micrantha устар.)[10] — местное киргизское название котовника сибирского, ещё одного многолетнего травянистого растения из семейства Яснотковые (лат. Lamiaceae) с ярко-синими или небесно-голубыми головками соцветий.
- Синеголовник или овечья трава (лат. Poterium sanguisorba)[1] — одно из народных названий кровохлёбки малой, многолетнего травянистого растения из семейства Розовые (лат. Rosaceae) с небольшими, похожими на шишки головками соцветий.
- Синеголовник или крестовый корень (лат. Gentiana cruciata)[1] — одно из народных названий горечавки крестовидной, многолетнего травянистого, зачастую сорного растения из семейства Горечавковые (лат. Gentianaceae) с плотными синими соцветиями, издалека напоминающими головку.
- Кроме того, синеголовкой в архангельских говорах нередко называют Черноголовку обыкновенную (хлебоедка, хмель огородный)[11] многолетнее травянистое растение из семейства Яснотковые или Губоцветные (лат. Lamiaceae) с фиолетовыми, иногда синеватыми шишковатыми соцветиями.

## Галерея синеголовников
- Синеголовник плосколистный 
(Eryngium planum)
- Мордовник шароголовый 
(Echinops sphaerocephalus)
- Василёк луговой 
(Centaurea jacea)
- Осот огородный 
(Sonchus oleraceus)
- Пахучка обыкновенная 
(Clinopodium vulgare)
- Котовник сибирский 
(Clinopodium vulgare)
- Кровохлёбка малая 
(Poterium sanguisorba)
- Горечавка крестовидная 
(Gentiana cruciata)
- Черноголовка обыкновенная 
(Prunella vulgaris)